# Министерство на минералните ресурси
Министерството на минералните ресурси (ММР) е историческо министерство в България, съществувало в периода 1974 – 1977 година.

## История
Създадено е на 19 март 1974 г. с указ № 583. В прерогативите на министерството е добива и преработката на нерудни изкопаеми, петролни изделия, нефтошисти, геоложки проучвания; проектиране, търговия, научно-техническа дейност.
Структурата на министерството включва министър, двама първи заместник-министри и главен секретар. Колективен орган на министерството е Колегиумът. Под шапката на министерството попадат 11 обединения със стопанска, външнотърговска и научно-производствена дейност. Сред обединенията са Комитет по геология, 22 ДСО, ВТО, редица стопански комбинати и предприятия и База за развитие и внедряване.
С решение № 174 от 5 август 1976 г. министерството е разделено на блокове: Ръководещ, Разработващ, Изпълнителски, Контролен и обслужващ. На 15 ноември 1977 г. с указ № 1845 министерството е преобразувано в Министерство на металургията и минералните ресурси.

## Списък

### Министри на
| №                                       | Име (Роден-Починал)           | Начало на мандата | Край на мандата | Дни на упр. | Партия/Коалиция | Правителство |
| --------------------------------------- | ----------------------------- | ----------------- | --------------- | ----------- | --------------- | ------------ |
| минералните ресурси сф. 1974 – ра. 1977 |                               |                   |                 |             |                 |              |
| 1                                       | Стамен Стаменов (1922 – 1981) | 19 март 1974      | 17 юни 1976     | 821         | БКП             | 72           |
| 2                                       | Стамен Стаменов (1922 – 1981) | 17 юни 1976       | 15 ноември 1977 | 516         | БКП             | 73           |